# Yasuo Yamada
Yasuo Yamada, (japanska: 山田康雄?, Yamada Yasuo), född den 10 september 1932 i Tokyo,  Japan, död den 19 mars 1995, var en japansk skådespelare och röstskådespelare, mest känd för att ha röstat Lupin III i anime-serien med samma namn från 1971 fram till sin död.
Han är också känd för sitt dubbningsarbete där han bland annat gjorde den japanska rösterna till Clint Eastwood och Roddy McDowall.
Den 19 mars 1995 avled plötsligt Yamada av en hjärnblödning, 62 år gammal. I eftertexterna till filmen Farewell to Nostradamus (vilken var den första Lupin III filmen utan Yamada) kan denna text läsas: "Till Yasuo Yamada, Den evige Lupin den tredje Tack!" (Meddelandet togs dock bort i senare versioner av filmen)
Förutom sitt arbete inom tv och film har Yamada även spelat med i ett antal teaterpjäser skrivna av den kände japanske dramatikern Inoue Hisashi.
Efter Yasuos död har rollen som Lupin III gått över till Kanichi Kurita som röstar karaktären fram till nu.

## Filmografi

### TV
| år   | titel                                       | karaktär         |
| ---- | ------------------------------------------- | ---------------- |
| 1964 | Big X                                       |                  |
| 1967 | Ōgon Bat                                    |                  |
| 1969 | Kamui the Ninja                             | Ikezu            |
| 1971 | Andersen Monogatari                         | Zukko            |
| 1971 | Lupin III                                   | Arsène Lupin III |
| 1972 | Moonlight Mask                              | Akira Shinjo     |
| 1974 | Hoshi no Ko Chobin                          | Usatan           |
| 1975 | Tekkaman: The Space Knight                  | Andro Umeda      |
| 1976 | Huckleberry no Bouken                       | Jim              |
| 1977 | Lupin III Part II                           | Arsène Lupin III |
| 1980 | Botchan                                     | Uranari          |
| 1984 | Lupin III Part III                          | Arsène Lupin III |
| 1989 | Lupin III: Goodbye Lady Liberty             | Arsène Lupin III |
| 1990 | Lupin III: Mystery of the Hemingway Papers! | Arsène Lupin III |
| 1991 | Lupin III: Steal Napoleon's Dictionary!     | Arsène Lupin III |
| 1992 | Lupin III: From Russia With Love            | Arsène Lupin III |
| 1993 | Lupin III: Voyage to Danger                 | Arsène Lupin III |
| 1994 | Lupin III: Dragon of Doom                   | Arsène Lupin III |

### Animerade filmer
- Panda! Go, Panda! (1972) (Omawari-san)
- Lupin III: Mystery of Mamo (1978) (Arsène Lupin III)
- Lupin III: The Castle of Cagliostro (1979) (Arsène Lupin III)
- Dr. Slump: "Hoyoyo!" Space Adventure(1982) (Dr. Mashirito)
- Lupin III: Legend of the Gold of Babylon (1985) (Arsène Lupin III)

### Dubbning (Spelfilmer)
- Mupparna (Kermit)

- Clint Eastwood
  - Rawhide (Rowdy Yates)
  - För en handfull dollar (Joe)
  - Le streghe (Husband)
  - Den gode, den onde, den fule (Blondie)
  - För några få dollar mer (Manco)
  - Coogan's Bluff (Deputy Sheriff Walt Coogan)
  - Häng dom högt (Deputy US Marshal Jed Cooper)
  - Örnnästet (Lt. Morris Schaffer)
  - Paint Your Wagon (Pardner)
  - Kellys hjältar (Private Kelly)
  - Two Mules for Sister Sara (Hogan)
  - Korpral McB - anmäld saknad (Corporal John 'McBee' McBurney)
  - Dirty Harry (Harry Callahan)
  - Mardrömmen (Dave Garver)
  - Joe Kidd (Joe Kidd)
  - High Plains Drifter (The Stranger)
  - Magnum Force (Harry Callahan)
  - Thunderbolt and Lightfoot (Thunderbolt)
  - The Eiger Sanction (Dr. Jonathan Hemlock)
  - Hårdingen (Harry Callahan)
  - Mannen utanför lagen (Josey Wales)
  - The Gauntlet (Detective Ben Shockley)
  - Every Which Way but Loose (Philo Beddoe)
  - Flykten från Alcatraz (Frank Morris)
  - Any Which Way You Can (Philo Beddoe)
  - Bronco Billy (Bronco Billy)
  - Firefox (Mitchell Gant)
  - Sudden Impact (Harry Callahan)
  - City Heat (Lieutenant Speer)
  - Tightrope (Wes Block)
  - Pale Rider ("Preacher")
  - Heartbreak Ridge (Thomas Highway)
  - ' The Dead Pool (Harry Callahan)
  - Pink Cadillac (Tommy Nowak)
  - The Rookie - Nykomlingen (Nick Pulovski)
  - White Hunter Black Heart (John Wilson)
  - De skoningslösa (William "Will" Munny)
  - I skottlinjen (Agent Frank Horrigan)
  - A Perfect World (Chief Red Garnett)
- Jean-Paul Belmondo
  - That Man from Rio (Adrien Dufourquet)
  - Is Paris Burning? (Morandat/Pierrelot)
  - Mississippi Mermaid (Louis Mahé)
  - Borsalino (François Capella)
- Roddy McDowall
  - Apornas planet (Cornelius)
  - Bortom apornas planet (Cornelius)
  - Flykten från apornas planet (Cornelius)
- Monty Python (Graham Chapman)
- Combat! (PFC Paul "Caje" LeMay (Pierre Jalbert))
- Force 10 from Navarone (1982 Fuji TV edition) (Staff Sergeant John Miller (Edward Fox))
- The French Connection (Salvatore 'Sal' Boca (Tony Lo Bianco))
- ''Return of the Seven (Vin (Robert Fuller))
- Strangers on a Train (Bruno Anthony (Robert Walker))

### Animation
- Resan till Amerika – Fievel i vilda västern (Cat R. Waul)
- Aristocats (Le Petit Café Cook)
- Micke och Molle: Vänner när det gäller (Dinky the Sparrow)
- Pinocchio (J. Worthington Foulfellow)
- Pongo och de 101 dalmatinerna (Horace Badun)
- Nalle Puh på honungsjakt (Winnie the Pooh)

### Japansk voice-over
- Pinocchio's Daring Journey (J. Worthington Foulfellow)
- Star Tours (Obi-Wan Kenobi)
- Country Bear Theater (Gomer)

### Efterträdare
- Kanichi Kurita–Lupin III (Lupin III)
- Nachi Nozawa–Umeda (Tatsunoko Fight) PS, (Clint Eastwood Japanese dub)
- Toshio Kurosawa–Red-garnet Perfect Crime
- Kiyoshi Kobayashi (Clint Eastwood Japanese dub)